# Nadin (Benkovac)
Nadin falu Horvátországban Zára megyében. Közigazgatásilag Benkovachoz tartozik.

## Fekvése
Zárától légvonalban 22, közúton 31 km-re délkeletre, községközpontjától légvonalban 10, közúton 13 km-re északnyugatra Dalmácia északi részén, Ravni kotari síkságán, a Zágráb-Split autópálya mellett fekszik. A településtől délre halad el a Zára-Knin vasútvonal. Településrészei: Batović, Brzoja, Ožaković, Nikić, Majstorović, Vrsaljko, Kosa, Glavić, Malbaše, Vickovići, Zagrad.

## Története
A mai Nadin elődje az ókori „Nadinum” (Nedainium) illír erődített település volt, amely egy magaslaton állt a négy kilométer széles Nadini-mező felett. A település a Jaderből, Asserián és Varvarián át Burnum felé menő főút mellett volt. Valószínűleg az i. e. 1. században építették. Az itt talált leletek között van egy Nadinumban a liburnok által különösen tisztelt női istenség szobra. Nadinum a rómaiak uralma alatt is tovább virágzott, innen származott a Traianus idejében élt híres jogtudós és szenátor Gaius Iavolenus Priscus. Nadinum ókori vára még nincs feltárva és még nem is voltak itt rendszeres feltárások, csak esetenként történtek kisebb nagyobb ásatások. A zárai régészeti múzeumban őriznek néhány feliratos követ, melyek a vár alatti házakba voltak befalazva.
A középkorban a 12. és 16. század között a Kačić nemzetség volt a földesura, vára pedig a 15. századtól velencei erődítmény volt, melyet a velenceiek megerősítettek. 1522-ben miután a török Knint és Skradint is elfoglalta jelentősége megnőtt és falait tovább erősítették. A korabeli források szerint helyőrsége százötven gyalogosból és ötven lovasból állt. A török 1527-ben Obrovac eleste után, miután helyőrsége Ninbe menekült harc nélkül foglalta el, majd tovább bővítette. 1624-ben újabb falakkal és ágyúkkal erősítették védelmét. A velenceiek 1647-ben a kandiai háború idején foglalták vissza és hogy a török tovább ne használhassa lerombolták. Hatalmas kőtömbökből épített falai ma is néhány méter magasan állnak.  
Területe 1797-ig a Velencei Köztársaság része volt. Miután a francia seregek felszámolták a Velencei Köztársaságot és a campo formiói béke értelmében osztrák csapatok szállták meg. 1806-ban a pozsonyi béke alapján a Francia Császárság Illír Tartományának része lett. 1815-ben a bécsi kongresszus újra Ausztriának adta, amely a Dalmát Királyság részeként Zárából igazgatta 1918-ig. A településnek 1857-ben 378, 1910-ben 424 lakosa volt. Az első világháború után előbb a Szerb-Horvát-Szlovén Királyság, majd Jugoszlávia része lett. A második világháború idején 1941-ben a szomszédos településekkel együtt Olaszország fennhatósága alá került. Az 1943. szeptemberi olasz kapituláció után visszatért Horvátországhoz, majd újra Jugoszlávia része lett. Vrsaljko nevű településrészét 1944. szeptember 29-én a partizánok felgyújtották. A támadásnak tíz, főként polgári lakos esett áldozatául.  
1991-ben Nadin 666 lakosából 650 horvát volt. A szerb szabadcsapatok és a jugoszláv néphadsereg katonái 1991. november 19-én előbb ágyútüzet zúdítottak a falu házaira, majd kifosztották és felgyújtották, illetve felrobbantották őket. Bár lakói emberfeletti ellenállást tanúsítottak a túlerőnek nem állhattak ellen. A harcokban három horvát katona és tizennyolc polgári lakos esett el. A lakosság legnagyobb része Zárába menekült. Ezt követően a faluban egyetlen ház sem maradt épen.
Škabrnja mellett Nadin volt a térség legjobban elpusztított települése. A horvát hadsereg a Vihar hadművelet idején 1995 augusztusában szabadította fel Nadint. A településnek 2011-ben 406 lakosa volt, akik főként mezőgazdasággal és állattartással foglalkoztak. 

## Lakosság
| Lakosság változása | Lakosság változása | Lakosság változása | Lakosság változása | Lakosság változása | Lakosság változása | Lakosság változása | Lakosság változása | Lakosság változása | Lakosság változása | Lakosság változása | Lakosság változása | Lakosság változása | Lakosság változása | Lakosság változása | Lakosság változása |
| ------------------ | ------------------ | ------------------ | ------------------ | ------------------ | ------------------ | ------------------ | ------------------ | ------------------ | ------------------ | ------------------ | ------------------ | ------------------ | ------------------ | ------------------ | ------------------ |
| 1857               | 1869               | 1880               | 1890               | 1900               | 1910               | 1921               | 1931               | 1948               | 1953               | 1961               | 1971               | 1981               | 1991               | 2001               | 2011               |
| 378                | 393                | 259                | 279                | 385                | 424                | 580                | 788                | 504                | 754                | 890                | 911                | 646                | 666                | 439                | 406                |

## Nevezetességei
- A falutól keletre emelkedő magaslaton találhatók Nadinum ókori erődített település romjai. A várat az illír liburnok építették, majd római, velencei, végül török erőd volt. 1647-ben a velenceiek visszafoglalták és falait lerombolták, azóta rom.  Még nincs feltárva és még nem is voltak itt rendszeres feltárások, csak esetenként történtek kisebb nagyobb ásatások. A zárai régészeti múzeumban őriznek néhány leletet és feliratos követ, melyek a vár alatti házakba voltak befalazva.[6]
- Páduai Szent Antal tiszteletére szentelt plébániatemploma a 17. században, a török uralom alóli felszabadulást követően épült. A templomot 1878-ban átépítették, ekkor nyerte el mai formáját. A délszláv háború során a szerbek lerombolták. Két értékes fából faragott oltára volt, melyekből semmi sem maradt. A templom körüli temetőben is súlyos károk keletkeztek. Újjáépítésére a zárai érsekség felhívást tett közzé, mely azonnal visszhangra talált. A premanturai születésű Antun Bogetić poreč-pólai püspök 1996-ban levélben hívta fel szülőfalujának lakóit az adakozásra. A Póla közelében fekvő isztriai Premantura lakói ugyanis a velencei-török háborúk idején Nadinból elmenekültek leszármazottai voltak.[3] Az újjáépített templomot 1997. január 12-én a hívők és adományozók nagy tömege jelenlétében szentelte fel Ivan Prenđa zárai érsek, aki 1964 és 1968 között plébánosként maga is látott el lelkipásztori szolgálatot a faluban.[2]